# Tse (Buchstabe)

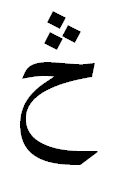
Der Buchstabe in isolierter Form

Tse (paschtunisch څې ćē), manchmal auch Tsay, Tsim oder Sim (څيم ćīm) genannt, ist ein Buchstabe des erweiterten arabischen Alphabetes der paschtunischen Sprache. Er ist abgeleitet vom arabischen Buchstaben Ḥa (ﺢ) durch die Hinzufügung von drei Punkten und kommt ausschließlich in der paschtunischen Schrift vor.
Sein Lautwert in Paschtu ist meist eine stimmlose alveolare Affrikate (IPA: [ts]). Die Aussprache ist jedoch stark dialektabhängig und tendiert im Norden des paschtunischen Sprachgebietes zu einem stimmlosen alveolaren Frikativ (IPA: [s]). Bis zur afghanischen Orthographiereform im Jahr 1936 repräsentierte der Buchstabe auch die stimmhafte alveolare Affrikate, als für dieses Phonem der eigene Buchstabe Dze eingeführt wurde.
| Unicode Codepoint | U+0685                    |
| Unicode-Name      | Hah with three dots above |
| HTML              | &#1669;                   |